# Royston Drenthe
Royston Ricky Drenthe (* 8. April 1987 in Rotterdam) ist ein ehemaliger niederländischer Fußballspieler surinamischer Abstammung.

## Karriere

### Verein
Royston Drenthe wurde 1987 in Rotterdam geboren und wuchs im Westen der Stadt auf. Seine Fußballkarriere begann er mit fünf Jahren beim SC Neptunus, bei dem er von einem Scout Feyenoord Rotterdams entdeckt wurde. Anschließend durchlief Drenthe alle Jugendmannschaften von Feyenoord.
Nachdem er zunächst bei Excelsior Rotterdam und danach in der zweiten Mannschaft Feyenoords gespielt hatte, erhielt Drenthe im November 2005 einen Profivertrag beim Ehrendivisionär. Sein Debüt in der ersten Mannschaft des Klubs gab er im Januar 2006 unter Erwin Koeman gegen Vitesse Arnheim. Bis zum Ende der Saison 2005/06, in der Feyenoord den dritten Platz in der Liga belegte, bestritt Drenthe noch weitere zwei Spiele.
Drenthes erste volle Saison als Profi war die Spielzeit 2006/07, in der er mit Feyenoord den siebten Platz der Ehrendivision belegte und im UEFA-Cup spielte. Mit 26 Ligaspielen gilt diese Saison als sein sportliches Durchbruchsjahr.
Im Sommer 2007 wechselte Drenthe für 14 Millionen Euro zum spanischen Klub Real Madrid, mit dem er ein Jahr darauf die spanische Meisterschaft gewann. Bei dem Madrider Klub kam Drenthe in den Folgejahren auf regelmäßige Einsätze, schaffte aber den großen Durchbruch nicht. Für die Saison 2010/11 wurde er schließlich für ein Jahr an Hércules Alicante ausgeliehen. In der darauffolgenden Spielzeit wechselte Drenthe kurz vor Transferschluss auf Leihbasis zum FC Everton. Im Sommer 2012 lief sein Vertrag bei Real Madrid aus.
Anfang Februar 2013 unterschrieb Drenthe einen Vertrag bis Ende Juni 2016 beim russischen Erstligisten Alanija Wladikawkas, der zu dem Zeitpunkt als Vorletzter einen Abstiegsplatz belegte. Nach Wladikawkas’ Abstieg verließ Drenthe den Verein.
In der Saison 2013/14 stand Drenthe beim englischen Zweitligisten Reading FC unter Vertrag; er wechselte in der Hinrunde 2014/15 auf Leihbasis zum Ligakonkurrenten Sheffield Wednesday. Hier traf er auf seinen alten Bekannten Glenn Loovens, der wie Drenthe aus Rotterdam stammt und ebenfalls für Feyenoord spielte.
Anschließend folgte im Januar 2015 der Wechsel zum türkischen Erstligisten SAI Kayseri Erciyesspor; Drenthe unterschrieb einen Vertrag über zweieinhalb Jahre. Zur Spielzeit 2015/16 ging Drenthe zum Baniyas SC in Dubai.
Im Februar 2016 beendete Drenthe mit 28 Jahren seine Karriere. Auf Initiative des neuen Trainers von Sparta Rotterdam, Henk Fraser, schloss er sich zur Saison 2018/19 dem niederländischen Zweitligisten an und erhielt dort einen Vertrag bis Saisonende. Anschließend spielte er anderthalb Jahre für die Kozakken Boys aus Werkendam in der Tweede Divisie.
Ab Anfang 2021 stand Drenthe beim spanischen Viertligisten Racing Murcia unter Vertrag. Im Sommer 2022 wechselte er zum sechstklassigen Racing Mérida. Im Jahr 2023 ließ er seine Karriere bei den Kozakken Boys ausklingen.

### Nationalmannschaft
2007 wurde Drenthe in die Jong Oranje berufen, das U-21-Team der Niederlande. Unter Trainer Foppe de Haan gewann er mit der Mannschaft im selben Jahr die U-21-Fußball-Europameisterschaft. Er agierte während der EM als linker Außenbahnspieler, der mit guten Aktionen in der Verteidigung beeindruckte, sowie mit seinen Vorstößen glänzte. Er wurde bei dieser EM zum besten Spieler des Turniers gewählt.
Drenthe war Teil des Kaders für die Olympischen Sommerspiele 2008, wo er mit seiner Mannschaft das Viertelfinale erreichte.
Am 17. November 2010 debütierte Drenthe unter 	Bert van Marwijk in der A-Nationalelf, als er im Freundschaftsspiel gegen die Türkei zehn Minuten vor Schluss für Rafael van der Vaart eingewechselt wurde. Diesem folgten keine weiteren Länderspiele.

## Erfolge

### Verein
- Spanischer Meister: 2008
- Spanischer Superpokalsieger: 2008

### Nationalmannschaft
- U-21-Europameister: 2007

## Familie
Drenthes jüngerer Bruder Giovanni (* 1990) spielte für die Surinamische Nationalmannschaft. Ein Onkel der beiden ist Edgar Davids.